# Bell (Steuerzeichen)
Das Bell-Zeichen (aus dem englischen bell, für „Glocke“; abgekürzt: BEL) ist ein Steuerzeichen und hat im ASCII den numerischen Wert 7 (hexadezimal 0x07) und im EBCDIC den numerischen Wert 47 (hexadezimal 0x2F). Wenn es an einen Drucker oder ein Terminal gesendet wird, wird nichts ausgegeben, sondern ein hörbares Signal erzeugt. Fenster von Terminalemulatoren blinken meist kurz auf, um dem Benutzer anzuzeigen, wo das Alarmsignal ausgegeben wurde.

## Weitere Einzelheiten
Ein Bell-Zeichen existiert auch im Baudot-Code, wo es spätestens um 1901 (Code 01011 im Baudot-Murray-Code, CCITT-2) für Fernschreiber eingesetzt wurde. Ein Bell-Zeichen zu senden sollte die Aufmerksamkeit des für den Fernschreiber am anderen Ende der Leitung zuständigen Menschen erregen.
In C-ähnlichen Programmiersprachen wird das Bell-Zeichen häufig mit der Escape-Sequenz \a (für alert (Alarm) oder audible (hörbar)) ausgedrückt. Es gibt im Unicodeblock Symbole für Steuerzeichen (Control Pictures) ein Zeichen für die visuelle Repräsentation des Bell-Zeichens, symbol for bell, U+2407 (␇), das aber nicht mit dem eigentlichen Bell-Zeichen im Unicodeblock Basis-Lateinisch (Basic Latin), U+0007, identisch ist.
In den Kommandozeilen-Shells von PC DOS und MS-DOS (bzw. dazu kompatiblem DOS), Windows, OS/2, sowie in den meisten Unix-Shells, kann der Benutzer den Befehl echo gefolgt von Strg+G eingeben, das (unter DOS/Windows) als
echo ^G
angezeigt wird. Nach der Bestätigung des Befehls durch Drücken der Eingabetaste gibt der Computer einen Ton aus (bei älteren Systemen ist dieser ein Piepsen).
Das AmigaDOS-Äquivalent lautet
Beep